# Aiszkhülosz

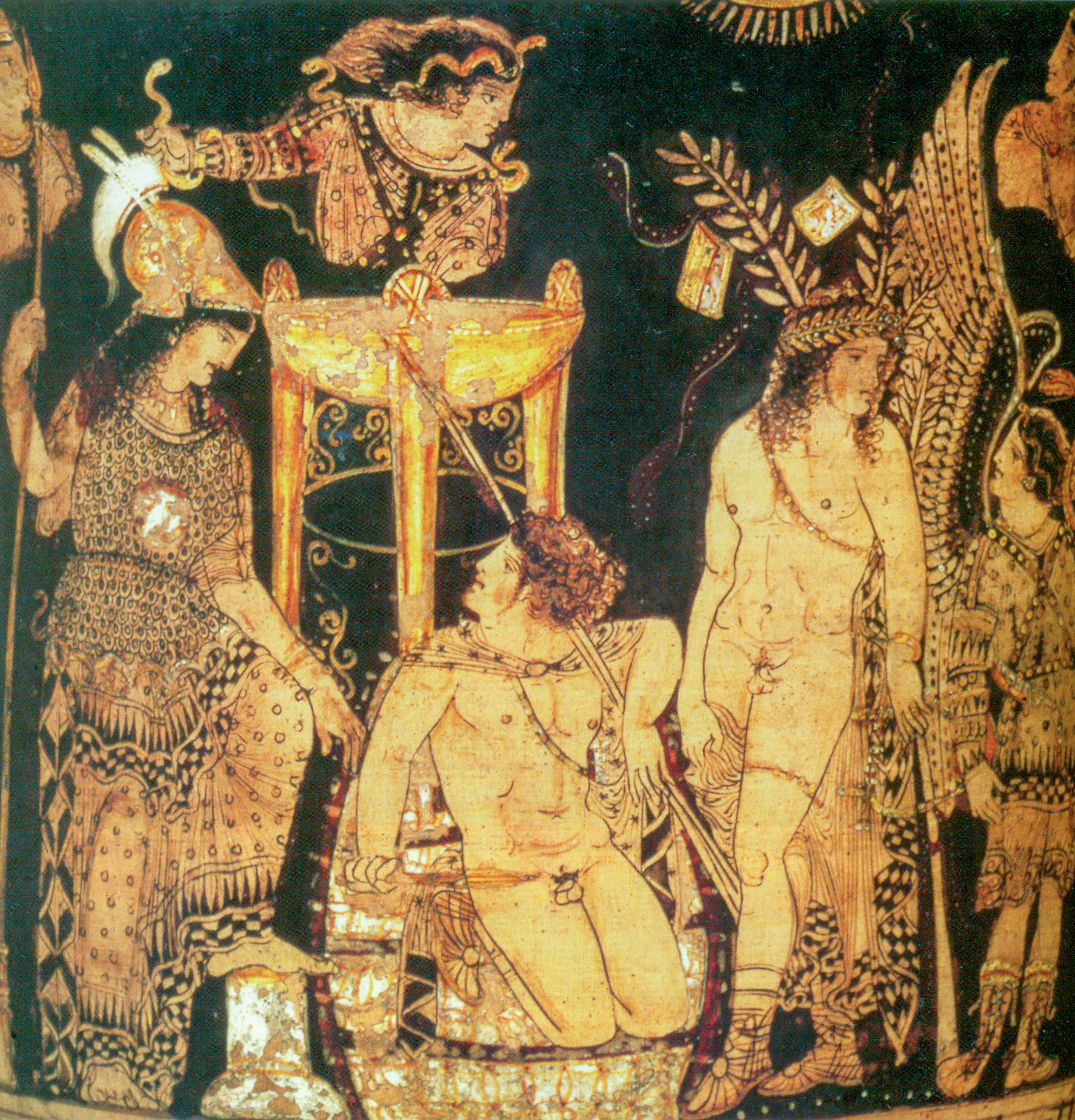
Jelenet az Eumeniszekből, az Oreszteia trilógia részéből egy korabeli vázafestményen

Aiszkhülosz (görögül Αἰσχύλος, latinul: Aischylos; Eleuszisz, i. e. 525 – Gela, Szicília, i. e. 456) görög tragédiaköltő, „a tragédia atyja”.

## Élete
Életútjáról kevés, az életmű szempontjából is fontos adat áll rendelkezésünkre. Apja, Euphorión földbirtokos volt, Aiszkhülosz vélhetően az utána örökölt földek jövedelméből tartotta fenn magát. Valószínűleg nagyon alapos és jó képzést kapott: a későbbi kutatások az aiszkhüloszi művekben Hekataiosz, Akuszilaosz és Phereküdész Athénaiosz történeti és földrajzi munkásságának ismeretét mutatták ki. Járatos volt kora görög irodalmában is: ismerte Homérosz, Hésziodosz, Arkhilokhosz, Alkaiosz, Anakreón és Szolón költészetét is. A hagyomány szerint tragédiáit Aiszkhülosz a „Homérosz nagy lakomáiról visszamaradt morzsák”-nak nevezte. Az ókorból ismert egyes adatok arra utalnak, hogy Aiszkhülosz az eleusziszi misztériumvallás beavatottja volt, de műveiben inkább az orfikus tanok hatása ismerhető fel.
Tizenöt éves volt, amikor Athén demokratikus átalakulásának lezárulásaként Kleiszthenész hatalomra jutott. Az események nagy lelkesedéssel töltötték el, ezt tanúsítják akkor írott elégiáinak hangvétele. Sajnos ifjúkori elégiáiból apró töredékeken kívül mást nem ismerünk, noha ezek az elégiák roppant népszerűek voltak még a késő császárkorban is.
Feltehetően már a marathóni csata előtti években is foglalkozott tragédiaírással, de az ellentmondó korabeli adatok fényében ezt biztosan nem tudhatjuk. Annyi bizonyos, hogy részt vett a marathóni csatában, amelynek során Künégeirosz nevű fivére elesett a harcmezőn. I. e. 489-ben részt vett a Marathónban elesettek tiszteletére meghirdetett elégiaköltő versenyen, de nem aratott diadalt, a feltételezések szerint Szimónidésszel szemben maradt alul. Talán e vereség hatására fordult a drámai műfaj felé.
A tragédia ebben az időben csupán a dionüsziaünnep vallásos illusztrációjaként szolgált, amelynek során a kar és egy ember énekével jelenítették meg az emberi szenvedéseket. Aiszkhülosz nevéhez fűződik egy második személy megjelenítése a drámairodalomban, amelynek következményeként a korábbi egyszemélyes éneket és pantomimszerű táncot felváltotta a drámai dialógus, mint a tragédia legfőbb eleme. E műfajban Aiszkhülosz átütő sikert ért el: i. e. 484-ben négy – mára ismeretlen – darabjával nevezett és megszerezte első győzelmét a dionüszián. Életében összesen tizenhárom színpadi versenyen aratott győzelmet.
A háttérben tovább dúló görög–perzsa háborúkkal Aiszkhülosz életébe elérkezett a termékeny alkotómunka korszaka. Jóllehet, maga is harcolt az i. e. 480-as szalamiszi csatában, életének ezt követő időszakából csupán a tragédiaversenyeken való szereplései ismeretesek.
I. e. 473-ban I. Hierón, a költő hírét vevő szürakuszai türannisz Aiszkhüloszt meghívta magához Szicíliába. A frissen alapított Aitné városát köszöntötte Aitnaiai (’Aitnabéli nők’) című drámájával. A későbbiekben, i. e. 471 és 469 közt ismét felkereste Szicíliát, hogy az általa írt Perzsák című dráma betanításánál és bemutatásánál jelen legyen.
I. e. 457-ben harmadszor is visszatért Szicíliába, hatvankilenc éves korában itt érte a halál. A korabeli legenda szerint egy sas, a költő tar koponyáját sziklának vélve, egy teknőst ejtett a fejére (más források szerint egy keselyű elhagyott tojásnak nézte a szerző kopasz fejét).
Sírfeliratát, melyben színházi sikereiről nem, csupán katonai teljesítményéről emlékezik meg, maga Aiszkhülosz írta:
Αἰσχύλον Εὐφορίωνος Ἀθηναῖον τόδε κεύθει
μνῆμα καταφθίμενον πυροφόροιο Γέλας·
ἀλκὴν δ’ εὐδόκιμον Μαραθώνιον ἄλσος ἂν εἴποι
καὶ βαθυχαιτήεις Μῆδος ἐπιστάμενος.
E sír bizony a hamvait rejti Aiszkhülosznak,
Euphorion fiának és a gyümölcsös Gela büszkeségének.
Hogyan bizonyította bátorságát, elmondhatja Marathon,
és a hosszúhajú Médek, kik szintén túl jól megismerték ezt.
Ókori adatok szerint hitelesen megállapítható, hogy mintegy kilencven dráma megírása fűződik a nevéhez. Ebből hat teljes egészében fennmaradt, cím szerint ismerünk hetvennégyet, ezekből kisebb-nagyobb töredékek maradtak ránk.
Fia, Euphorión szintén tragédiaköltő volt.

## Fennmaradt művei

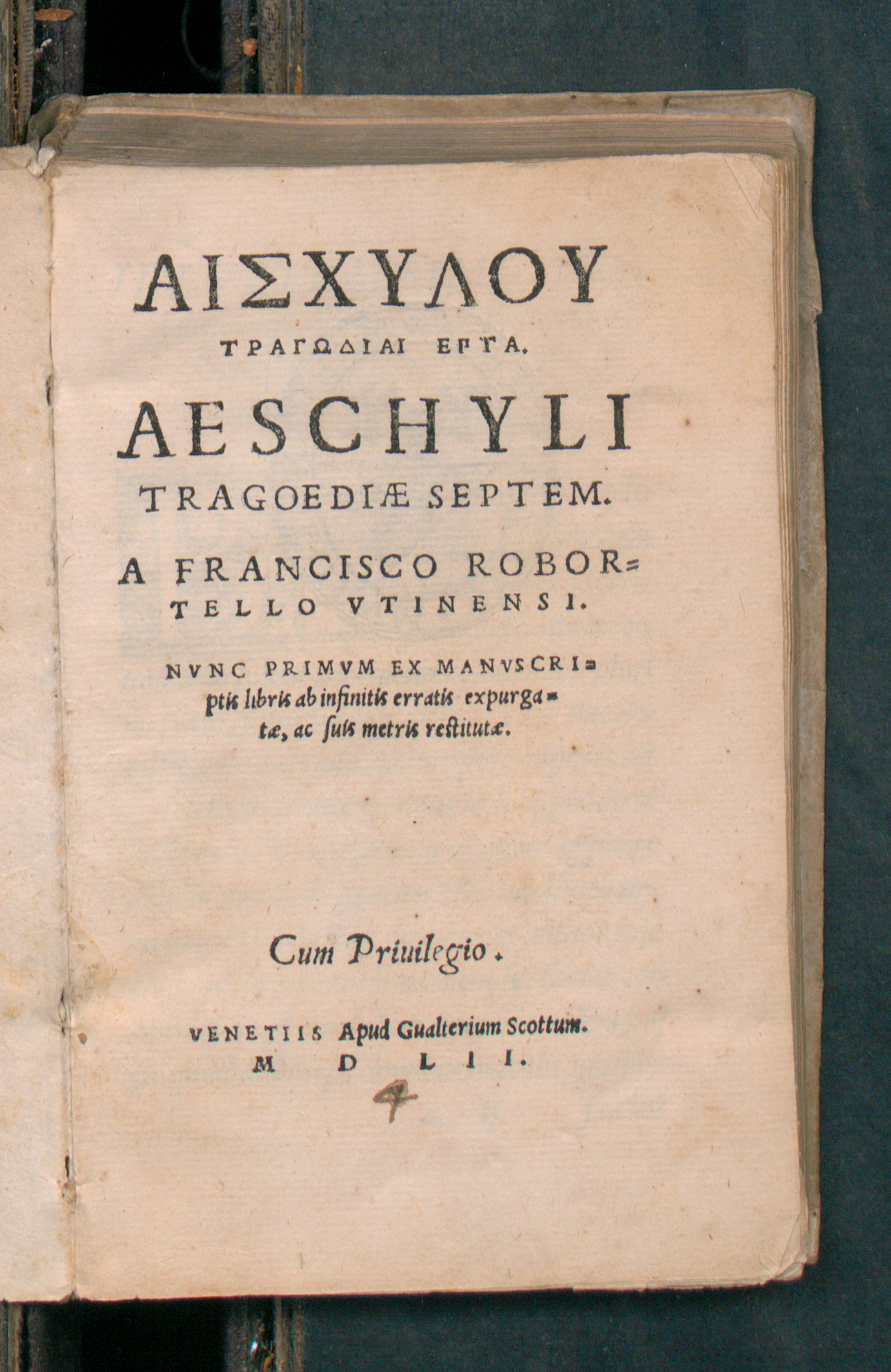
Aeschyli Tragoediae septem, 1552

Aiszkhülosz írásainak középpontjában a morális és vallási értékek állnak. Drámái többnyire jóval pozitívabban érnek véget, mint a „tragikus triász” másik két képviselőjének (Euripidész, Szophoklész) munkái. Ennek jó példája az Oreszteia-trilógia, melynek első és második darabja ugyan tragikus véggel zárul, ám a harmadik rész feloldja a tragédiát.
Ezt az újítást ugyanakkor a kortársak nem említik, csak a későbbi korok tulajdonítják Aiszkhülosznak. Ugyancsak nagy gondot fordított az előadások külsőségeire is: a jelzésszerű díszleteket kissé kibővítette, a színészek jelmezeit színesebbé tette, illetve számos ponton alkalmazta a korabeli színpadi gépezeteket is.
- Perzsák (Perszai) (i. e. 472)[9]
- Heten Théba ellen (Hepta epi Thébasz) (i. e. 467)
- Oltalomkeresők (Hiketidesz) (i. e. 463 ?)
- Oreszteia (i. e. 458)
  - Agamemnón
  - Áldozatvivők (Khoéphoroi)
  - Eumeniszek
- Leláncolt Prométheusz

Sokáig úgy vélték, hogy az Oltalomkeresők a korai darabjai közé tartozik, ám újabban egy egyiptomi papiruszleletre hivatkozva többen a kései művei közé sorolják. Ezen forrás szerint bizonyosan a Heten Théba ellen után került színre, feltehetően i. e. 463-ban.
Az irodalmi kánon Aiszkhülosznak tulajdonítja a Leláncolt Prométheuszt is, amelyet azonban a modern tudomány inkább egy ismeretlen szerzőnek tulajdonít, mivel sem annak nyelvezete, sem pedig a benne megjelenő Zeusz-figura nem egyeztethető össze az Aiszkhülosz többi művében megjelenő jellemzőkkel.
Ugyanakkor a hagyomány szerint Aiszkhülosznak pontosan az ebben a tetralógiában szereplő utalások miatt kellett elhagynia Athént.
Az 1990-es évek elején egy egyiptomi múmiát borító pergamentekercsek között felfedezték az elveszettnek hitt, a trójai háborúnak emléket állító Akhilleusz-trilógia egyes darabjait is.

## Magyarul

### 1944-ig
- A le-bilintsezett Prométheus; ford. Verseghy Ferenc; Landerer Ny., Buda, 1792
- A leláncolt Prometheüsz. Tragoedia; ford., bev. Zilahy Károly; Pfeiffer, Pest, 1861
- Dezső Gyula: Prometheus. Drámai költemény. Aeschylos után; Ottinger Ny., Nagykőrös, 1890
- Aeschylos oresteiája. Drámai trilógia; ford. Csengery János; Franklin, Bp., 1893
- Aeschylos Agamemnonja. Tragédia; ford., jegyz. Csengery János; Eggenberger, Bp., 1893
- A lelánczolt Prometheus / Aischylos; ford. Zilahy Károly, bev. Tóth Rezső; Lampel, Bp., 1898 (Magyar könyvtár)
- Agamemnon / Aischylos; ford. Váradi Antal; Lampel, Bp., 1900 (Magyar könyvtár)
- Heten Téba ellen / A perzsák. Aiszkylosz tragédiái; ford. Rákosi Jenő; Budapesti Hírlap, Bp., 1903
- Aischylos tragédiái; ford. Csengeri János; Akadémia, Bp., 1903 (A Magyar Tudományos Akadémia Könyvkiadóvállalata. U. F.)
- Agamemnon. Tragédia; ford., bev., jegyz. Csengery János; 2., jav. kiad.; Athenaeum, Bp., 1909
- Aeschylos oresteiája. Drámai trilógia; ford. Csengery János; 2., jav. kiad., Franklin, Bp., 1911 (Kisfaludy Társaság könyvtára)
- Aischylos tragédiái; ford. Csengery János; átdolg. új kiad.; Athenaeum, Bp., 1941

### 1945 után
- Oltalomkeresők / Heten Théba ellen / Perzsák; ford. Jánosy István, Kerényi Grácia, utószó, jegyz. Falus Róbert; Európa, Bp., 1959 (Világirodalmi kiskönyvtár)
- Aiszkhülosz drámái; ford. Devecseri Gábor et al., bev. Trencsényi-Waldapfel Imre, jegyz. Devecseri Gábor, Ritoók Zsigmond; Európa, Bp., 1962 (A világirodalom klasszikusai)
- Aiszkhülosz drámái; ford. Devecseri Gábor et al., utószó Szepessy Tibor, jegyz. Devecseri Gábor, Ritoók Zsigmond; Magyar Helikon–Európa, Bp., 1971 (Bibliotheca classica)
- Perzsák / Heten Théba ellen; ford. Jánosy István, jegyz. Ritoók Zsigmond, utószó Tamás Gáspár Miklós; Kriterion, Bukarest, 1972 (Drámák)
- Perzsák; in: Görög drámák; vál., bev., függelék Szabó György, ford. Jánosy István; Dacia, Kolozsvár, 1973 (Tanulók könyvtára)
- Oreszteia; in: Bosszú és emberség; ford., utószó Jánosy István; Magvető, Bp., 1975
- Aiszkhülosz drámái; ford. Devecseri Gábor et al., utószó Szepessy Tibor; Európa, Bp., 1985 (A világirodalom klasszikusai)